# Piet Touw
Petrus Dirk (Piet) Touw (Groningen, 11 juli 1917 – Buggenum, 10 mei 1940) was een Nederlandse korporaal bij het Korps Politietroepen. Hij wordt beschouwd als de eerste Nederlandse militair die sneuvelde tijdens de Duitse aanval op Nederland in de Tweede Wereldoorlog. Touw kwam om het leven tijdens een gewapende confrontatie met Duitse soldaten bij de spoorbrug Buggenum in de vroege ochtend van 10 mei 1940.

## Biografie
Touw werd geboren in Groningen als zoon van machinist Dirk Touw en Petronella Cornelia Prinsen. Hij bleef ongehuwd. In november 1939 verhuisde hij van Rotterdam, waar hij bij zijn ouders woonde, naar het opleidingsinstituut van het Korps Politietroepen in de Koning WIllem III-Kazerne te Nieuwersluis. 
In 1940 was hij korporaal bij het Korps Politietroepen, een eenheid belast met de bewaking van vitale infrastructuur. Enkele weken voor de Duitse invasie had Touw een brief aan zijn ouders geschreven, waarin hij zijn bezorgdheid had geuit over de toenemende spanningen in Europa. In de brief stelde hij dat neutraliteit volgens hem niet langer houdbaar was en dat hij voorbereid was op een mogelijk gewapend conflict.
In de nacht van 9 op 10 mei 1940 was hij samen met twee andere korporaals gestationeerd bij de spoorbrug over de Maas in de buurt van Roermond. De eenheid stond onder bevel van een sergeant. Een medewerker van de Nederlandse Spoorwegen maakte eveneens deel uit van het team en was verantwoordelijk voor de veiligheid van het treinverkeer.
In de nacht voorafgaand aan de Duitse inval vonden in en rond Roermond al ongeregeldheden plaats. Explosieven werden gebruikt om bomen langs toegangswegen omver te halen ter voorbereiding van verdedigingslinies. In het stadscentrum werd gevochten tussen Nederlandse militairen en Duitse infiltranten die zich richtten op het innemen van de verkeersbrug over de Maas. Deze slag om Roermond geldt als de eerste gewapende confrontatie op Nederlands grondgebied tijdens de Tweede Wereldoorlog.
Uit voorzorg liet de sergeant het hekwerk bij de spoorbrug sluiten, waarmee het treinverkeer werd stilgelegd. Kort daarop, omstreeks 03.07 uur, naderde een groep van circa vijftien mannen de brug via de spoordijk. Gekleed in overalls en gewapend met pikhouwelen beweerden zij spoorwerkers te zijn en toonden een legitimatiebewijs van de Nederlandse Spoorwegen. De spoormedewerker kreeg echter argwaan: de pikhouwelen weken af van het gebruikelijke model en ook de opgegeven locatie '413' was hem onbekend.
De mannen bleken Duitse soldaten te zijn die de brug wilden overmeesteren. Toen ze doorkregen dat ze waren ontmaskerd, openden zij het vuur. Korporaal Piet Touw werd in de borst getroffen en stierf ter plaatse. Hij was het eerste Nederlandse militaire slachtoffer van de Duitse inval op 10 mei 1940. Touw werd begraven te Maasniel. Op de grafsteen wordt zijn naam vermeld als Piet D. Touw.

## Eerbetoon
- In 1946 kreeg Touw postuum het Bronzen Kruis uitgereikt wegens "veel moed betoond bij het verhinderen van een vijandelijke poging tot het overvallen van de wacht aan de oostelijke zijde van de spoorbrug te Buggenum op 10 mei 1940, waarbij hij is gesneuveld" (KB 9 mei 1946, nr. 6).[6][7][8]
- Zijn naam staat vermeld op de Erelijst van Gevallenen 1940-1945.[9]